# Cherubkopf
Der Cherubkopf ist in der Heraldik eine Wappenfigur in Form eines geflügelten menschlichen Kopfes, der nach der religiösen Vorstellungswelt von Judentum und Christentum einen Cherub darstellt. Cherubim sind geflügelte Mischwesen mit Tierkörper und Menschenkopf, die Schutz- und Tragefunktion haben. Das meist einen kindlichen Ausdruck zeigende biblische Wesen wird auch Cherubin genannt.
Ein dem Cherubkopf ähnliches Wesen bezeichnet die Heraldik als Seraphkopf. Ein Seraph ist ursprünglich ein schlangenähnliches Mischwesen mit vier bis sechs Flügeln (siehe Jes 6,1–7 ), dessen Name auf eine Form des hebräischen Verbs שָׂרַף sārāf, deutsch ‚verbrennen‘ zurückgeht, was Hinweis auf seine Giftigkeit ist.
Beide Wesen werden erst in späterer jüdischer und christlicher Tradition als Engel identifiziert.

## Galerie

Ängelholm
Cullera
Engelbach
Hallwangen
Minsk (Belarus)
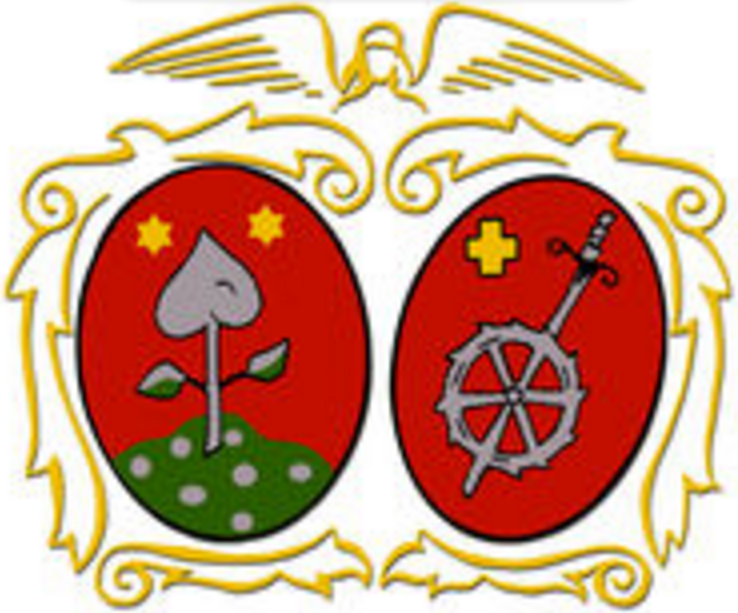
Stainz
Villaro (ehem.)
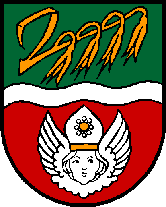
Wilhering